# Yeti: Ledové dobrodružství
Yeti: Ledové dobrodružství (v anglickém originále Smallfoot) je americký animovaný film z roku 2018. Režie se ujali Karey Kirkpatrick. V původním znění postavy namluvili Channing Tatum, James Corden, Zendaya, Common, LeBron James, Danny DeVito, Gina Rodriguez, Yara Shahidi, Ely Henry a Jimmy Tatro.

## Obsazení
- Channing Tatum jako Migo
- James Corden jako Percy Patterson
- Zendaya jako Meechee
- Common jako Stonekeeper
- LeBron James jako Gwangi
- Gina Rodriguez jako Kolka
- Danny DeVito jako Dorgle
- Yara Shahidi jako Brenda
- Ely Henry jako Fleem
- Jimmy Tatro jako Thorp
- Patricia Heaton jako Mama Bear
- Justin Roiland jako Garry
- Jack Quaid jako Pilot